# 그리스-튀르키예 전쟁 (1919년~1922년)
그리스-튀르키예 전쟁(튀르키예어: Kurtuluş Savaşı Batı Cephesi 쿠르툴루쉬 사와쉬으 바트 제페시[*], Μικρασιατική εκστρατεία 미크라시아티키 엑스트라티아[*])은 1919년 ~ 1922년에 그리스 왕국과 오스만 제국 사이에 일어난 전쟁이다. 그리스가 전쟁을 일으켰으나 결국 오스만 제국이 승리하였다.

## 개요
이 전쟁은 제1차 세계대전 후 대그리스주의에 물든 그리스 왕국이 동트라키아와 스미르나(현 이즈미르)로 영토를 확장하면서 일어났다.
이 지역은 1920년 8월 10일에 체결된 세브르 조약으로 그리스에 귀속된 곳으로 1921년 1월 그리스군은 장비도 부족하고 보급선도 안전하게 확보하지 못했으나 아나톨리아반도로 공격해 튀르키예군과 전투를 벌였다. 그리스군은 4월에 밀려났으나 7월에 다시 공세를 펼쳐 아피온카라히사르와 에스키셰히르를 잇는 철도를 넘어 터키의 수도 앙카라로 진격했다.
튀르키예는 1차 세계대전 후 공화국을 수립했으며, 그리스와의 전쟁에서 대승을 거둔 1922년 8월 30일을 국경일로 기념한다.
그리스군이 앙카라 외곽 40km까지 진격해오자 대통령 케말 파샤는 군대를 이끌고 1922년 9월에 사카리아강에서 전투를 벌였다. 튀르키예군은 사카리아 전투에서 그리스군을 무찌르고 대승을 거두었고 이 전투에서 거의 전멸한 그리스군은 아나톨리아에서 쫓겨나고 그리스는 군사 쿠데타가 일어나 왕정이 무너졌다.
튀르키예도 오스만 제국이 무너지고 튀르키예 공화국이 성립되었다. 1924년 7월 24일 스위스 로잔에서 체결된 로잔 조약에 따라 그리스는 동트라키아와 임브로스와 테네도스 2개 섬을 돌려주고 스미르나도 포기했다. 특히, 양국은 주민 교환(그리스-튀르키예 인구 교환)으로 그리스에 살던 무슬림 주민들과 터키에 살던 그리스정교도 주민들을 서로 추방하였다.

## 같이 보기
- 그리스-튀르키예 인구 교환